# 주인 (드라마)
《주인》은 1978년 4월 10일부터 1978년 7월 8일까지 방영한 문화방송 일일연속극이다.

## 등장 인물
- 김무생
- 김영옥
- 전운
- 나문희
- 이묵원
- 김수미
- 김재현
- 오지명
- 박원숙
- 남성훈
- 고두심
- 임예진
- 김연자
- 이영후
- 오미연
- 김호영
- 정태섭
- 정대홍

## 참고 사안
이 드라마 작품을 통하여 박원숙과 김수미가 각각 첫 노역을 맡아 열연하였다.